# Ton F. van Dijk
Antonie Frederik Christiaan (Ton) van Dijk (Vaassen, 2 december 1962) is een Nederlands televisiejournalist en omroepbestuurder.

## Werkzaamheden als journalist
Ton F. van Dijk studeerde politicologie en bestuurskunde in Leiden. Hij begon zijn journalistieke carrière bij het televisieprogramma Nieuwslijn van Veronica. Daar maakte hij samen met Ruud Hendriks en Jaap van Meekren de documentaires  "Zaanse paskamermoord" en "Dealers in Death" over de internationale wapenhandel. Later ging hij werken voor Achter het Nieuws, gevolgd door Brandpunt. Hij was begin jaren 90 als televisiejournalist actief als oorlogsverslaggever in voormalig Joegoslavië.
Hij was eindredacteur van het KRO-programma Reporter. Daar onthulde hij samen met Steven de Vogel de Arscop-affaire over het omstreden commissariaat van CDA-leider Elco Brinkman en de Beste Els briefjes van VVD-leider Frits Bolkestein. De laatste probeerde het beleid van minister Els Borst te beïnvloeden in opdracht van farmaceutisch bedrijf MSD. De kwestie leidde tot een debat in de Tweede Kamer over nevenfuncties van kamerleden.
Van Dijk heeft samen met collega Steven de Vogel een reportage gemaakt voor Brandpunt, waarin werd blootgelegd dat een vooraanstaande Duitse literatuurwetenschapper en drager van het Bundesverdienstkreuz, Hans Schwerte, in 1945 een valse identiteit had aangenomen. Zijn werkelijke naam was Hans Ernst Schneider en hij maakte als hoge SS-officier deel uit van de staf van Heinrich Himmler. Omdat Schwerte ten tijde van de uitzending speciale vertegenwoordiger voor Noordrijn-Westfalen in Nederland was onder deelstaatpresident Johannes Rau, bracht Rau live in de uitzending zijn excuses over aan het Nederlandse volk. De zaak Schwerte/Schneider kreeg aandacht in de pers, waaronder The New York Times en Der Spiegel.
Van Dijk werd daarna per 1 februari 2010 hoofdredacteur en directeur van de Amsterdamse zender AT5.
Ton F. van Dijk is sinds 2017 vooral actief als publicist en blogger. Hij schrijft onder meer voor HP/De Tijd en op zijn persoonlijk blog F-site.nl over politiek, cultuur en media. Zijn blog over de nevenfunctie van VVD europarlementariër Hans van Baalen bij Mercedes Benz Nederland zorgde ervoor dat Van Baalen zijn functie moest neerleggen. Ook maakte Van Dijk in zijn blog bekend dat D66-leider Alexander Pechtold een gift van 2750 euro niet tijdig had gemeld in het geschenkenregister van de Tweede Kamer. Pechtold was op uitnodiging van zakenman Frans Lavooij meegevlogen in diens privévliegtuig naar Oekraïne en kreeg veel kritiek op het feit dat hij de zakenman met belangen in Oekraïne had meegenomen tijdens een bezoek aan de president van dat land. In 2018 leidde een publicatie van Ton F. van Dijk bij HP/DeTijd tot het aftreden van VVD-Kamerlid Han ten Broeke, die een grensoverschrijdende relatie bleek te hebben gehad met een medewerkster van de VVD-fractie in de Tweede Kamer.
Vanaf 2018 publiceert van Dijk als columnist HP/De Tijd. Sinds 2020 is van Dijk betrokken als initiatiefnemer bij de Nationale Politieke Index; een ranglijst van de 150 Tweede Kamerleden.

## Werkzaamheden als omroepbestuurder
In 2000 keerde hij terug naar Hilversum en werd hij netcoördinator van Nederland 1, in 2005 gevolgd door Nederland 2. Bij de nieuwe zenderindeling in 2006 was hij betrokken bij de tv-programmering van de Publieke Omroep. In die hoedanigheid werd hij bekend door zijn voornemen om het programma Lingo op te heffen wat hem op openlijke kritiek van toenmalig premier Jan Peter Balkenende (CDA) kwam te staan. Van Dijk was als directeur verantwoordelijk voor de invoering van het zogenoemde nieuw programmeringsmodel als gevolg waarvan het marktaandeel van de publiek omroep vanaf 2006 toenam.
Per 1 september 2007 trad Van Dijk af als directeur tv-programmering en als netcoördinator. Vanaf november 2007 was hij tijdelijk programmadirecteur bij de tv-zender Het Gesprek.
Per 1 februari 2008 werd Van Dijk algemeen directeur van het productiebedrijf Palm Plus Multimedia in Hilversum. Dit bedrijf is onderdeel van het internationale Zodiak Media. Ook werd hij lid van de Raad van Commissarissen van Eredivisie Media en Marketing CV, waar hij betrokken was bij de overname van dit bedrijf door het Amerikaanse FOX International Channels. Ook was Van Dijk vicevoorzitter van Stichting Het Nieuwe Parool in Amsterdam, dat een preferent aandeel beheert in de krant Het Parool.
Als interim directeur reorganiseerde Van Dijk in 2012 op  verzoek van de Amsterdamse wethouder Carolien Gehrels de regionale televisiezender AT5 en werkte hij samen met Koos van der Steenhoven aan de financiering voor de zender. In 2013 bracht hij de Hilversumse omroep IKON onder bij de EO. Tevens was hij voorzitter van de goede doelenstichting Max Maakt Mogelijk van Omroep Max.

## Werkzaamheden buiten de omroepwereld
In 2014 trad hij aan als CEO en directievoorzitter van Leeuwarden-Fryslân, Culturele Hoofdstad van Europa 2018, een functie die hij begin 2017 definitief neer moest leggen als gevolg van ziekte. Van Dijk heeft de ziekte van Bechterew. Dit is een auto-immuunziekte die met ontstekingspijn gepaard gaat. Bij Van Dijk werd in 2016 bovendien nierkanker geconstateerd. Hij wordt voor deze ziekte behandeld in het AVL/NKI te Amsterdam.

## Bijzonderheden
Als inwoner van Haarlem ontdekte Van Dijk dat het gemeentebestuur van die stad had gesjoemeld met de vergunning voor de bouw van een nieuwe woonwijk. Ook stuitte hij op informatie dat de verantwoordelijke D66-wethouder van vastgoed en financiën, Ewout Cassee, in het verleden door de ondernemingskamer van het Gerechtshof in Amsterdam was veroordeeld voor wanbeleid, maar dit bij zijn komst als wethouder niet had gemeld aan zijn partij, noch aan burgemeester Bernt Schneiders. Deze zaak leidde tot het aftreden van wethouder Cassee en een drietal raadsleden van de lokale D66-fractie. In 2017 maakte omroep Human een televisieuitzending over deze kwestie in het programma Politicologica.

## Prijzen
Van Dijk maakte samen met Ruud Hendriks voor Veronica de documentaire "Dealers in Death" over de Nederlandse betrokkenheid bij de Iran-Contra-affaire. Zij kregen daarvoor een Spaanse Premio Ondas (1988). Voor zijn werk als onderzoeksjournalist bij de KRO ontving hij De bronzen Luis (1995) en het Gouden beeld (1996). In januari 2008 werd Van Dijk voor de succesvolle revitalisering van de publieke televisie netten door de redactie van het blad Broadcast Magazine aangewezen als Omroepman van het Jaar 2007, als opvolger van Paul de Leeuw.
Vanwege zijn verdiensten voor de samenleving is hij in 2017 benoemd tot Ridder in de Orde van Oranje Nassau.

## Trivia
Ton F. van Dijk moet worden onderscheiden van zijn oudere collega Ton van Dijk, die hoofdredacteur was van Nieuwe Revu en reportages schreef voor de Haagse Post. "Een van ons tweeën moet zijn naam veranderen, en ik stel voor dat jij dat doet," zei Ton van Dijk ooit tegen zijn jonge vakgenoot, die daarop de F. van Frederik in zijn naam opnam.
- Virtual International Authority File: 282231228